# Pla d'immanència
El pla d'immanència és un concepte important en la filosofia de Gilles Deleuze. En termes generals, la noció d'immanència (o residència dins del subjecte agent) és contrària a la de transcendència. Deleuze desenvolupa la idea que la totalitat d'allò que existeix es troba a un mateix nivell d'igualtat ontològica. Contra els pressupòsits de la transcendència, és a dir, que hi ha objectes, éssers o substàncies superiors o més enllà a l'existència terrenal o al nostre coneixement, Deleuze desenvolupa la idea d'un espai únic d'immanència compartida. En tant que subjectes, no ens trobem entre dos plans com en el dualisme de Plató o el dualisme cartesià sinó que som part del món. No existiria cap mena de diferència metafísica entre la nostra ment (res cogitans) i el món (res extensa).
La inspiració principal per aquesta idea prové de l'estudi que Deleuze realitzà sobre Spinoza, que proposava un tipus de monisme segons el qual el món és una única substància. L'altra gran influència per a la filosofia vitalista de Deleuze és Henri Bergson, si bé adaptada a un materialisme d'esquerres. En el seu darrer assaig, titulat Immanència, Deleuze escriu “Només quan la immanència no és més immanència per a res que no sigui si mateixa podem parlar d'un pla d'immanència.” A Què és la Filosofia? (1991) Deleuze i Félix Guattari desenvolupen els fonaments que constitueixen la filosofia a partir d'aquest concepte. En paraules de Bruno Cicero Poo, resumint l'esquema conceptual, "la filosofia s'oposa al caos creant conceptes, mitjançant personatges conceptuals sobre un plànol d'immanència."